# RD Saúde
RD Saúde (RD ou Raia Drogasil) é uma empresa brasileira do setor varejista farmacêutico criada em 2011 após a fusão da Drogasil com a Raia.
No fim de 2023, contava com mais de três mil unidades espalhadas pelos 27 estados do Brasil e uma participação de 15,5% no mercado de varejo farmacêutico brasileiro. Atualmente é a sétima maior empresa do ramo varejista do país, e a primeira no ramo de farmácias.

## História
A RD Saúde surgiu em novembro de 2011, a partir da fusão entre a Droga Raia, fundada em 1905, e a Drogasil, fundada em 1935, criando a então chamada Raia Drogasil. Encerraram aquele ano com faturamento de R$ 4,6 bilhões de reais e 776 farmácias em operação.
Em 2015, a Companhia adquiriu a 4Bio, uma distribuidora de medicamentos especiais. Já em 2019, comprou a Onofre, rede de drogarias que era controlada pelo grupo americano CVS Pharmacy e possuía 50 lojas nos estados de São Paulo, Rio de Janeiro e Minas Gerais, as quais foram incorporadas às bandeiras Raia e Drogasil.
Em 2017 a Raia Drogasil alterou sua marca corporativa para simplesmente RD e criou, em 2020, a plataforma RD Ventures para investir em pequenas empresas que complementassem sua estratégia de elevar seu negócio de uma simples varejista farmacêutica para uma solução de saúde integral. Com essa, adquiriu empresas com atuação em manipulação de medicamentos, criação de conteúdo e programas de promoção de saúde, gestão de custos de saúde, dentre outros.

Em 2024, alterou sua marca corporativa para RD Saúde e encerrou o ano de 2023 com mais de 3 mil farmácias, receita bruta de R$ 36,3 bilhões e participação de mercado de 15,5%. Registrou 15,2% das receitas do varejo vindo de canais digitais, tornando-a líder nacional nesses meios através de seus aplicativos e websites.